# Euphorbia cervicornu
Euphorbia cervicornu är en törelväxtart som beskrevs av Henri Ernest Baillon. Euphorbia cervicornu ingår i släktet törlar, och familjen törelväxter. Inga underarter finns listade i Catalogue of Life.